# Turners Falls (Massachusetts)
Turners Falls é um lugar designado pelo censo localizado no condado de Franklin no estado estadounidense de Massachusetts. No Censo de 2010 tinha uma população de 4.470 habitantes e uma densidade populacional de 751,03 pessoas por km².

## Geografia
Turners Falls encontra-se localizado nas coordenadas 42° 35′ 51″ N, 72° 33′ 19″ O. Segundo a Departamento do Censo dos Estados Unidos, Turners Falls tem uma superfície total de 5.95 km², da qual 4.94 km² correspondem a terra firme e (17.01%) 1.01 km² é água.

## Demografia
Segundo o censo de 2010, tinha 4.470 pessoas residindo em Turners Falls. A densidade populacional era de 751,03 hab./km². Dos 4.470 habitantes, Turners Falls estava composto pelo 91.41% brancos, o 1.52% eram afroamericanos, o 0.4% eram amerindios, o 0.54% eram asiáticos, o 0.04% eram insulares do Pacífico, o 2.91% eram de outras raças e o 3.18% pertenciam a duas ou mais raças. Do total da população o 7.25% eram hispanos ou latinos de qualquer raça.